# Juventus Atlètic Club
El Juventus Atlètic Club (també anomenat Juventus AC) va ser un club de basquetbol de Sabadell, fundat l'any 1928 per atletes locals. El mateix any va començar a participar en competicions esportives, aconseguint guanyar, en la seva primera temporada, el campionat de la categoria B i així obtenint l'ascens al Campionat de Catalunya de bàsquet. Va ser-ne campió la temporada 1932-33 i subcampió les temporades 1930-31 i 1931-32. També participà en el primer Campionat d'Espanya de bàsquet de 1933. Jugava amb uniforme blanc amb un triangle blau al pit.
Cal destacar que en un partit de classificació pel campionat català, el Juventus AC va vèncer la UGE de Badalona pel contundent resultat de 100 a 6.

## Palmarès
- 1 Campionat de Catalunya de bàsquet masculí: 1932-33